# Piekary Śląskie
Piekary Śląskie é um município da Polônia, na voivodia da Silésia. Estende-se por uma área de 39,98 km², com 55 299 habitantes, segundo os censos de 2017, com uma densidade de 1383 hab/km².